# Sinodiaptomus mahanandiensis
Sinodiaptomus mahanandiensis is een eenoogkreeftjessoort uit de familie van de Diaptomidae. De wetenschappelijke naam van de soort is voor het eerst geldig gepubliceerd in 1980 door Reddy & Radhakrishna.